# Haus der Begegnung (Calvörde)

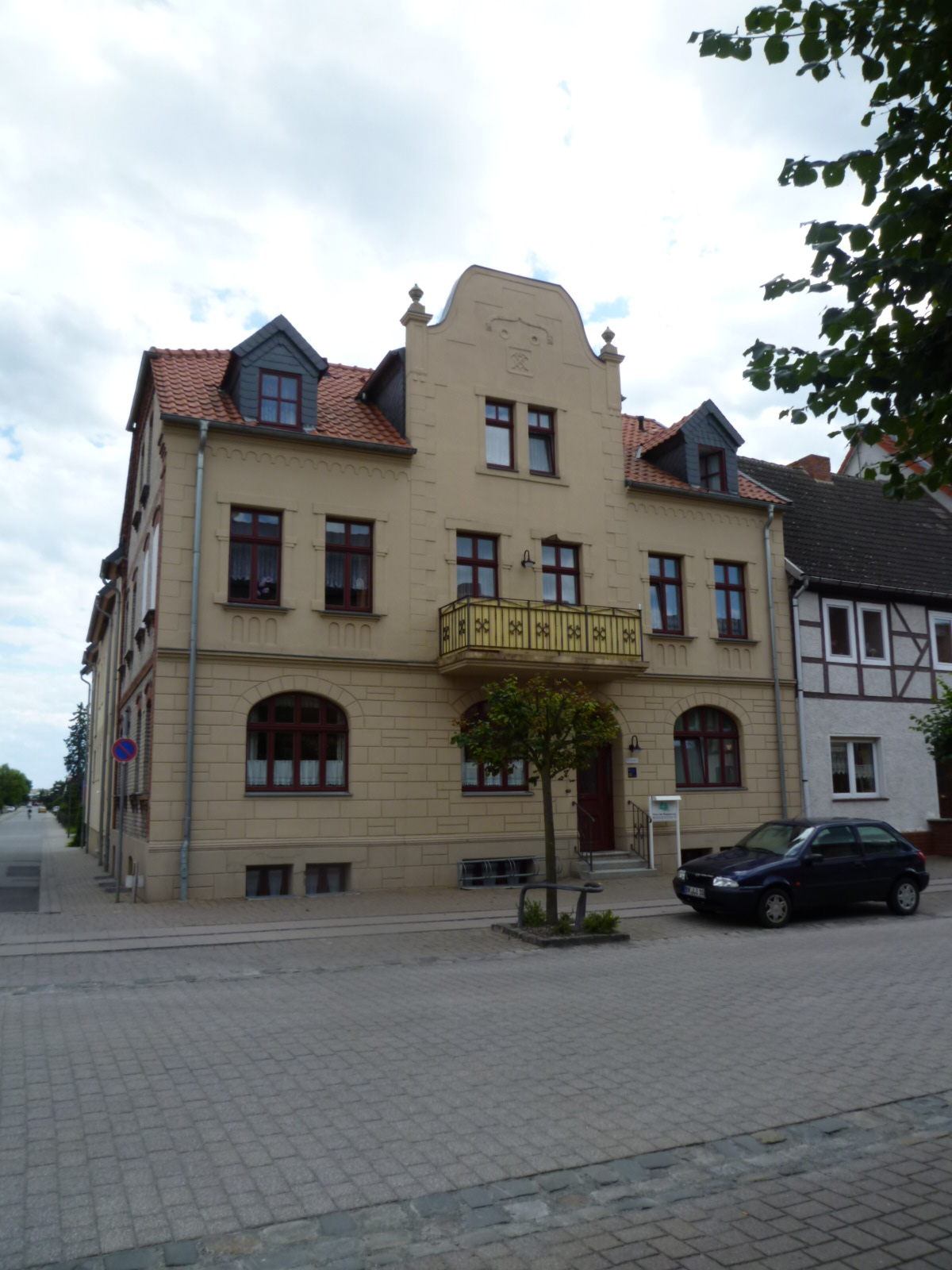
Haus der Begegnung in Calvörde

Das Haus der Begegnung in Calvörde, Geschwister-Scholl-Straße 19, steht unter Denkmalschutz.

## Architektur
Das klassizistische Haus ist ein bemerkenswerter, straßenbildprägender Bau aus dem Ende des 18. Jahrhunderts und darüber hinaus ein reizvolles, vielschichtiges und in seiner gewachsenen Struktur für die Stadtgeschichte besonderes wertvolles Architekturensemble.

## Geschichte und heutige Funktion
Vor 1999 war im Gebäude die Sozialstation von Calvörde ansässig. Im Jahr 2000 wurde das denkmalgeschützte Haus saniert und beherbergt heute acht seniorengerechte Wohnungen und einen Gemeinschaftsbereich. Dieser Gemeinschaftsbereich entwickelte sich zum Treffpunkt der Bewohner und darüber hinaus auch zum Treffpunkt von Einwohnern und Vereinen innerhalb der Gemeinde Calvörde. Hier treffen sich Selbsthilfegruppen und auch der Calvörder Textilzirkel u. a. finden in den Räumlichkeiten auch Blutspenden, organisiert durch das Rote Kreuz, statt.